# William Petersen
William Louis Petersen (Evanston, 21 februari 1953) is een Amerikaanse acteur. Van 2000 tot begin 2009 speelde hij de rol van Gil Grissom in de televisieserie CSI: Crime Scene Investigation.

## Levensloop
Petersen bracht zijn middelbareschooltijd door aan de Bishop Kelly High School in Boise, Idaho, en ontdekte zijn acteertalent tijdens zijn studie aan de Idaho State University, waar hij een football-studiebeurs had.
Hij sloot zich aan bij de Steppenwolf Theatre Company, die overigens opgericht werd door Gary Sinise, bekend van CSI: NY. Verder speelde hij in een aantal regionale producties, waaronder A Streetcar Named Desire.
Zijn filmcarrière begon met een klein rolletje in de film Thief uit 1981. Later zou hij een rol in de film Platoon hebben afgeslagen omdat het weinig betaalde en hij geen zin had om wekenlang trainingen op de Filipijnen te volgen. In plaats daarvan speelde hij mee in de televisiefilm Long gone uit 1987.
Op 3 februari 2009 kreeg Petersen een ster op de Hollywood Walk of Fame.

### Privéleven
In 1974 trouwde hij met Joanne Brady, van wie hij in 1981 scheidde. Hij kreeg met haar een dochter. In 2002 verloofde hij zich met Gina Cirone, met wie hij in 2003 trouwde in het Italiaanse Petrignano. Ze werden in 2011 ouders van een tweeling, een zoon en een dochter, die ze kregen via een draagmoeder.

## Film
Als acteur
- Thief (1981) - Katz & Jammer Barman
- To Live and Die in L.A. (1985) - Richard Chance
- Manhunter (1986) - Will Graham
- Amazing Grace and Chuck (1987) - Russell
- Cousins (1989) - Tom Hardy
- Young Guns II (1990) - Patrick Floyd 'Pat' Garrett
- Hard Promises (1991) - Joey
- Passed Away (1992) - Frank Scanlan
- In the Kingdom of the Blind, the Man with One Eye Is King (1995) - Tony C
- Fear (1996) - Steve Walker
- Mulholland Falls (1996) - Jack Flynn, gangster
- Gunshy (1998) - Jake Bridges
- Kiss the Sky (1999) - Jeff
- The Skulls (2000) - Ames Levritt
- The Contender (2000) - Gov. Jack Hathaway
- Detachment (2011) - Sarge Kepler
- Seeking a Friend for the End of the World (2012) - Trucker

Als producent
- Hard Promises (1991)

## Televisie
Als acteur
- The Twilight Zone - Edward Sayers (afl. Need to Know/Red Snow, 1986)
- Long Gone (1987) - Cecil 'Stud' Cantrell
- The Kennedys of Massachusetts (1990) - Joseph P. Kennedy
- Keep the Change (1992) - Joe Starling
- Curacao (1993) - Stephen Guerin
- Return to Lonesome Dove (1993) - Gideon Walker
- Present Tense, Past Perfect (1995) - Jack
- Fallen Angels - George (afl. Good Housekeeping, 1995)
- The Beast (1996) - Whip Dalton
- 12 Angry Men (1997) - Jurylid #12
- The Staircase (1998) - Joad
- The Rat Pack (1998) - John F. Kennedy
- Haven (2001) - Jackson Connolly
- CSI: Crime Scene Investigation - Gil Grissom (183 afl., 2000-2009)
- CSI: Miami - Gil Grissom (afl. Cross-Jurisdictions (pilotaflevering), 2002)
- Without a Trace - Gil Grissom (afl. Where and Why, 2007)
- Blue - Mitch (afl. Hard Time, 2013)

Als producent
- Crime Scene Investigation (2000-heden)
- Keep the Change - televisiefilm (1992)

## Theater
- Sixty Six Scenes of Halloween (1981)
- Gardenia (1982)
- The Tooth of Crime (1984)
- Fool for Love (1984)
- Glengarry Glen Ross (1984)
- Moby Dick (1984)
- A Class "C" Trial in Yokahama
- Big Time (1987)
- Speed the Plow (1987)
- American Buffalo (1991)
- Once in Doubt (1992)
- The Chicago Conspiracy Trial (1992)
- The Night of the Iguana (1994)
- Waiting for Godot
- The Time of Your Life
- Farmyard
- Traps
- Balm in Gilead
- A Dublin Carol
- Endgame
- The Time of Your Life
- Dillinger
- Towards the Morning
- Flyovers
- Blackbirds
- Heat
- Canticle of the Sun
- The Belly of the Beast
- Speed the Plow
- Darkness at Noon
- A Streetcar Named Desire
- Days and Nights Within
- Puntila and His Hired Mano
- Twelfth Night
- As You Like It

## Computerspel
- CSI: Crime Scene Investigation (2003) - Gil Grissom (stem)
- CSI: Dark Motives (2004) - Gil Grissom (stem)
- CSI: 3 Dimensions of Murder (2006) - Gil Grissom (stem)
- CSI: Hard Evidence (2007) - Gil Grissom (stem)

## Prijzen en nominaties
Golden Globes USA:
- 2004: Genomineerd voor Best Performance by an Actor in a Television Series - Drama voor zijn rol in CSI: Crime Scene Investigation.

Primetime Emmy Awards:
- 2002: Genomineerd voor Outstanding Drama Series als producent van CSI: Crime Scene Investigation.
- 2003: Genomineerd voor Outstanding Drama Series als producent van CSI: Crime Scene Investigation.
- 2004: Genomineerd voor Outstanding Drama Series als producent van CSI: Crime Scene Investigation.

Broadcast Film Critics Association Awards:
- 2001: De Alan J. Paluka Award gewonnen voor zijn rol in The Contender

PGA Awards:
- 2003: Genomineerd voor Outstanding Producer of Episodic Television, Drama voor CSI: Crime Scene Investigation.
- 2004: Genomineerd voor Outstanding Producer of Episodic Television, Drama voor CSI: Crime Scene Investigation.
- 2005: Genomineerd voor Outstanding Producer of Episodic Television, Drama voor CSI: Crime Scene Investigation.

Satellite Awards:
- 2002: Genomineerd voor Best Performance by an Actor in a Series, Drama voor zijn rol in CSI: Crime Scene Investigation.

Screen Actors Guild Awards:
- 2002: Genomineerd voor Outstanding Performance by an Ensemble in a Drama Series voor zijn rol in CSI: Crime Scene Investigation.
- 2003: Genomineerd voor Outstanding Performance by an Ensemble in a Drama Series voor zijn rol in CSI: Crime Scene Investigation.
- 2004: Genomineerd voor Outstanding Performance by an Ensemble in a Drama Series voor zijn rol in CSI: Crime Scene Investigation.
- 2005: Award gewonnen voor Outstanding Performance by an Ensemble in a Drama Series voor zijn rol in CSI: Crime Scene Investigation.

TV Guide Awards:
- 2001: Genomineerd voor Actor of the Year in a New Series voor zijn rol in CSI: Crime Scene Investigation.

Diversen:
- 2009: Een ster gekregen op de Hollywood Walk of Fame.